# 레이철 벨라
레이첼 벨라(1984년 3월 13일 ~ )는 미국의 배우이다.

## 출연 작품

### 영화
- 링(미국판)